# Якутская кухня

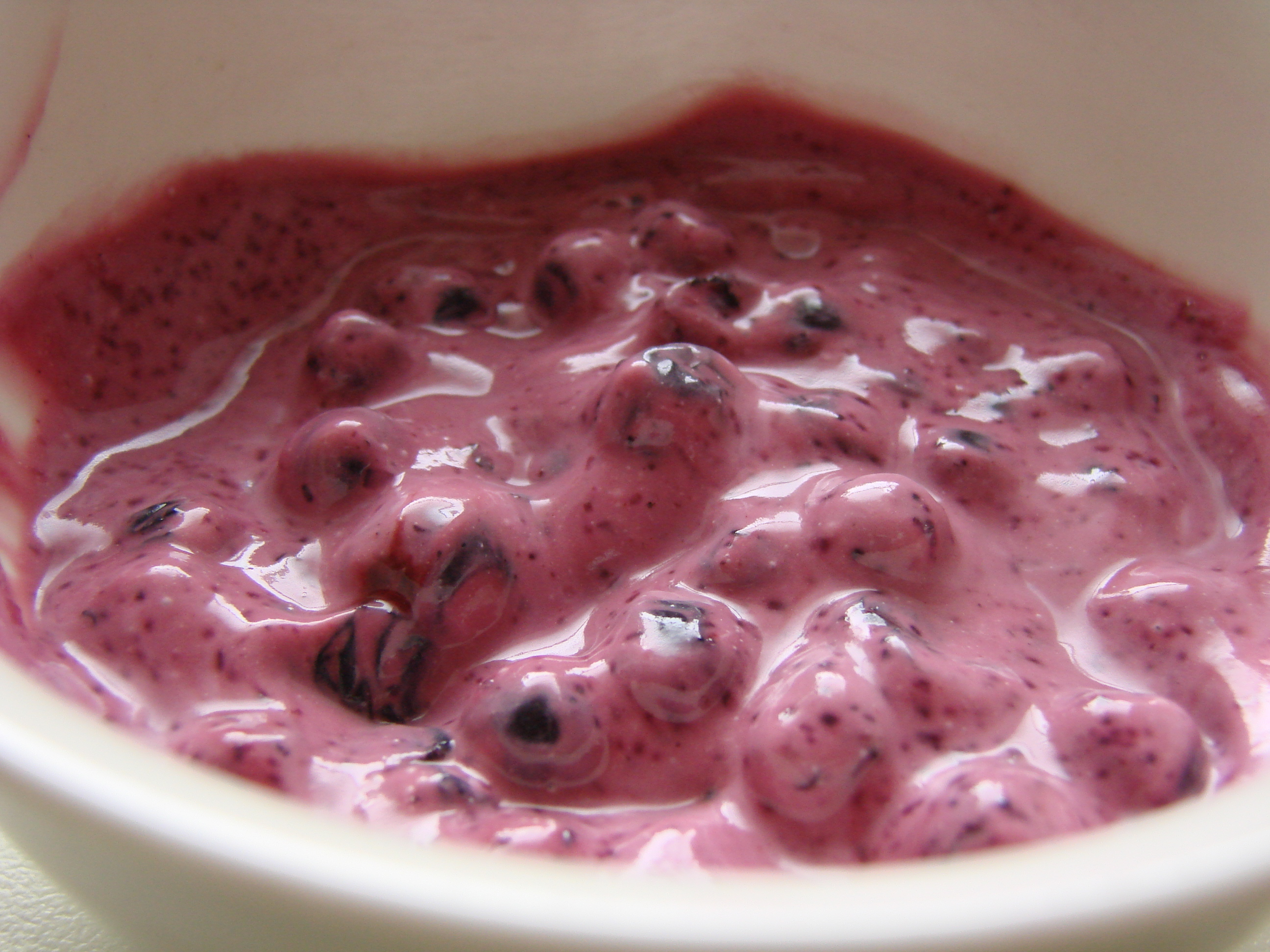
Кёрчех — традиционное якутское блюдо из сметаны или сливок с ягодами и сахаром.

Якутская кухня (якут. Саха аһа) — традиционная кухня якутов. Имеет общие черты с кухнями бурятов, монголов, отчасти — северных народов (эвенков, эвенов, чукчей), а также русских.
Способы приготовления блюд в якутской кухне немногочисленны: это либо отваривание (мясо, рыба), либо сбраживание (кумыс, суорат), либо заморозка (мясо, рыба).

## Традиционные продукты и блюда

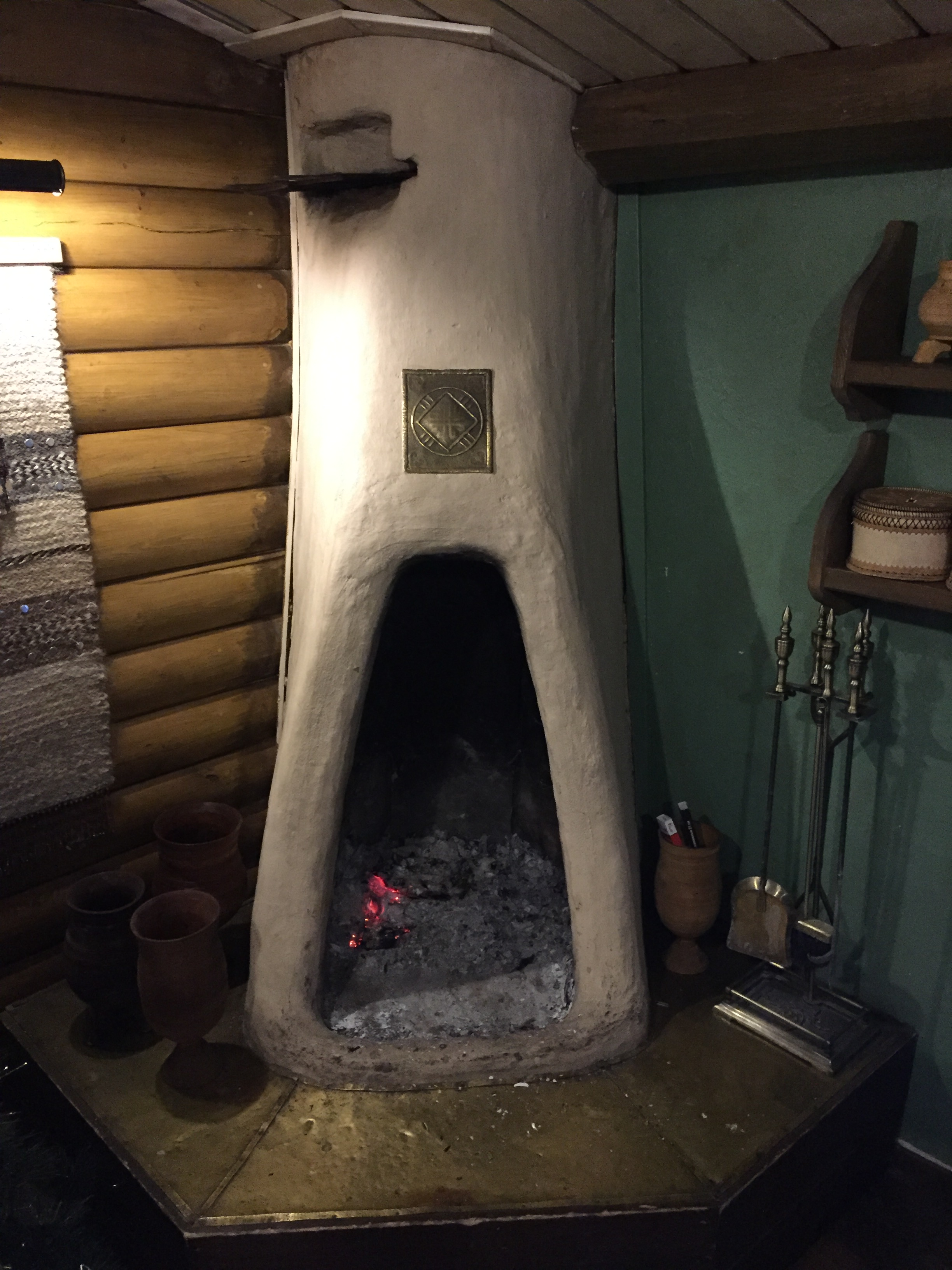
Якутская национальная печь — камелёк. Использовалась для приготовления пищи

Из мяса в пищу традиционно употребляется конина, говядина, оленина, пернатая дичь, а также потроха и кровь. Широко распространены блюда из сибирской рыбы (осётр, чир, омуль, муксун, пелядь, нельма, таймень, хариус).
Отличительной чертой якутской кухни является максимально полное использование всех компонентов исходного продукта. Весьма типичным примером является рецепт приготовления карасей по-якутски. Перед приготовлением счищается чешуя, голова не отрезается и не выкидывается, рыба практически не потрошится, делается небольшой боковой надрез, через который аккуратно удаляется желчный пузырь, отрезается часть толстой кишки и прокалывается плавательный пузырь. В таком виде рыба варится или жарится.
Утилитарно используются практически все остальные продукты: говядина, жеребятина (мясо необъезженных животных до 3 лет) и проч.
Активно используются практически все субпродукты. В частности, большой популярностью пользуются супы из потрошков (якут. ис миинэ), кровяные деликатесы (хаан — говяжий, либо конский ливер, заполняемый кровью в смеси с молоком в пропорции 2/1) и т. д.
Очевидно, такое бережливое отношение к продуктам — результат народного опыта выживания в суровых полярных условиях.
Мясо с конских или говяжьих ребер в Якутии известны под названием ойогос (якут. ойоҕос). Ойогос едят запеченным, замороженным или сырым как строганину.
Из замороженных мяса и рыбы делается строганина, которая употребляется в пищу с острой приправой из колбы (черемши), ложечника (подобие хрена) и саранки. Из говяжьей или лошадиной крови получается хаан — якутская кровяная колбаса.
Овощи, фрукты и грибы в блюдах традиционной якутской кухни не используются; употребляются лишь некоторые ягоды.
Одной из визитных карточек якутской кухни является салат «Индигирка».

## Напитки
Национальным напитком является популярный у многих восточных народов кумыс, а также более крепкий кённю кумыс (көөнньүү кымыс) или кёюрген (як. көйүүргэн). Кроме того используют горячий морс вместо чая.
Из коровьего молока готовят сорат (суорат) (простокваша), кёрчех (күөрчэх — взбитые сливки), кёбёр (көбүөр — масло, сбитое с молоком до образования густого крема), чохон (чохоон — масло, сбитое с молоком и ягодами), йеджегей (иэдьэгей - творог), сюмех (сүүмэх — сыр). Из муки и молочных продуктов якуты варят густую массу саламат (саламаат).
Из квашенного раствора ржанной или ячменной муки (отрубей) готовят бурдук.

## Мучные изделия
Из пшеничного теста делаются пирожки по-якутски, якутские лепёшки.